# Новинки (Карабузинское сельское поселение)
Нови́нки — деревня в Кашинском районе Тверской области. Входит в состав Карабузинского сельского поселения.

## История
В 1964 году указом Президиума Верховного Совета РСФСР деревня Собакино переименована в Новинки.

## Население
| 2010 |
| ---- |
| 14   |